# Городское поселение посёлок Эвенск
Городско́е поселе́ние «посёлок Эвенск» — упразднённое муниципальное образование в Северо-Эвенском районе Магаданской области Российской Федерации.
Административный центр — пгт Эвенск.

## История
Статус и границы городского поселения установлены Законом Магаданской области от 28 декабря 2004 года № 511-ОЗ «О границах и статусе муниципальных образований в Магаданской области».
Законом Магаданской области от 8 апреля 2015 года № 1884-ОЗ, 1 мая 2015 года городское поселение «посёлок Эвенск», сельские поселения «село Верхний Парень», «село Гарманда», «село Гижига» и «село Чайбуха» преобразованы, путём объединения, в муниципальное образование «Северо-Эвенский городской округ» с административным центром в посёлке Эвенск.

## Население
| 2009 | 2010  | 2011  | 2012  | 2013  | 2014  | 2015  |
| ---- | ----- | ----- | ----- | ----- | ----- | ----- |
| 1478 | ↗1793 | ↘1775 | ↘1662 | ↘1606 | ↘1603 | ↘1571 |

## Состав городского поселения
| № | Населённый пункт | Тип населённого пункта      | Население |
| - | ---------------- | --------------------------- | --------- |
| 1 | Эвенск           | пгт, административный центр | ↘1243     |